# Die große Chance/Staffel 1
Die erste Staffel der Neuauflage von der großen Chance begann am 9. September 2011. Die ersten sechs Folgen wurden Anfang September in den Rosenhügel-Filmstudios aufgezeichnet, die restlichen drei Recall-Shows und das Finale liefen ab Ende Oktober live auf ORF eins. Für größere Aufmerksamkeit sorgte die Kandidatin Chiara Kerper, die in der zweiten Folge ihre eigene Interpretation des Shakira-Songs Waka Waka (This Time for Africa) präsentierte. Sie erreichte mit dem Titel Platz 19 der österreichischen Single-Charts. Die Sängerin Christine Hödl belegte den ersten Platz und erhielt als Gewinnerin 100.000 Euro.

## Ergebnisse

### Halbfinale
| Name(n)                | Talent        | Ergebnis der Halbfinalshow |
| ---------------------- | ------------- | -------------------------- |
| Conchita Wurst         | Gesang        | 1. Platz                   |
| Werner Otti            | Gesang        | 2. Platz                   |
| The Freaks             | Akrobatik     | Jury                       |
| Nicole Gelsinger       | Gesang        | ausgeschieden              |
| Hasar Pub Team         | Einrad        | ausgeschieden              |
| Drumartic              | Percussion    | ausgeschieden              |
| Die Sondercombo        | Gesang        | ausgeschieden              |
| Chiara Kerper          | Gesang        | ausgeschieden              |
| Marcel Huber           | Gesang        | ausgeschieden              |
| Jonas Witt             | Akrobatik     | ausgeschieden              |
| Christian Kerschdorfer | Ballakrobatik | ausgeschieden              |
| Viktoria Lapidus       | Hoola-Hoop    | ausgeschieden              |

| Name(n)                    | Talent    | Ergebnis der Halbfinalshow |
| -------------------------- | --------- | -------------------------- |
| Nina Gartler               | Gesang    | 1. Platz                   |
| Bernhard Reider            | Gesang    | 2. Platz                   |
| Alexander Wengler          | Tanz      | Jury                       |
| Nihils                     | Gesang    | ausgeschieden              |
| Thommy Ten                 | Zauberei  | ausgeschieden              |
| Footbag Vienna             | Footbag   | ausgeschieden              |
| Michaela Fischer           | Gesang    | ausgeschieden              |
| FRK Danceschool            | Tanz      | ausgeschieden              |
| Marcel Bedernik            | Gesang    | ausgeschieden              |
| DIE3                       | Gesang    | ausgeschieden              |
| Harmonic Sanfona Orchestra | Akkordeon | ausgeschieden              |
| Sandra Seiwald             | Gesang    | ausgeschieden              |

| Name(n)                             | Talent       | Ergebnis der Halbfinalshow |
| ----------------------------------- | ------------ | -------------------------- |
| Magic Acrobatics                    | Akrobatik    | 1. Platz                   |
| Christine Hödl                      | Gesang       | 2. Platz                   |
| Valerian Kapeller                   | Diabolo      | Jury                       |
| Awoba Bagshaw                       | Gesang       | ausgeschieden              |
| Anna Buchegger                      | Gesang       | ausgeschieden              |
| Anton Fuchs                         | Gesang       | ausgeschieden              |
| Chris Kiliano                       | Akrobatik    | ausgeschieden              |
| Lydia Prenner-Kasper                | Kabarett     | ausgeschieden              |
| Dominik Ofner                       | Gesang       | ausgeschieden              |
| Gert Smetanig                       | Zaubern      | ausgeschieden              |
| Company X                           | Tanz         | ausgeschieden              |
| Jochen Wörister und Florian Steimer | Alpenglocken | ausgeschieden              |

### Finale
| Platz | Name(n)           | Talent    | Ergebnis des Finales (Prozentangabe) |
| ----- | ----------------- | --------- | ------------------------------------ |
| 1     | Christine Hödl    | Gesang    | 27,85 %                              |
| 2     | Valerian Kapeller | Diabolo   | 14,33 %                              |
| 3     | Magic Acrobatics  | Akrobatik | 13,17 %                              |
| 4     | Alexander Wengler | Tanz      | 12,19 %                              |
| 5     | The Freaks        | Akrobatik | 10,78 %                              |
| 6     | Conchita Wurst    | Gesang    | 7,91 %                               |
| 7     | Werner Otti       | Gesang    | 5,41 %                               |
| 8     | Bernhard Reider   | Gesang    | 5,12 %                               |
| 9     | Nina Gartler      | Gesang    | 3,24 %                               |

## Kontroversen um Kandidaten
In der zweiten Sendung der Neuauflage trat der Kandidat Helmut Link auf, der sein Talent auf der Mundharmonika beweisen wollte. Nach der Sendung bekam der ORF mehrere Beschwerden, da das von Link vorgetragene Lied große Ähnlichkeiten mit dem verbotenen Horst-Wessel-Lied hatte. Daraufhin nahm der ORF den Kandidaten von der Homepage der Show und schnitt dessen Auftritt aus der Nacht-Wiederholung und dem Stream in der ORF TVthek.
In Folge drei trat der Krone-Journalist Michael Jeannée mit seinem Kandidaten, Heurigenwirt Martin Zimmermann, auf, der Motorengeräusche imitieren sollte. Als Jeannée ihn vorstellen wollte, kam es zu einem Wortgefecht mit Jury-Mitglied Sido, der seinen Auftritt als arrogante Scheiße bezeichnete. Dieser kritisierte auch zwei seiner Kollegen als ängstlich vor einer möglichen Rache Jeannées in dessen Kolumne. Bei der Abstimmung der Juroren kam es zu einer Pattsituation, sodass das Publikum entscheiden durfte, ob Zimmermann in die nächste Runde aufsteigen sollte. Schließlich schied der Kandidat aus der Show aus.

## Rezeption
In der ersten Folge erreichte die Show die durchschnittliche Zuseherzahl von 672.000 und einen Marktanteil von 28 Prozent beim Gesamtpublikum, was weit über den Quoten des Vorgängers auf dem Sendeplatz (Helden von morgen) war.
Folge 6 der ersten neuen Staffel sorgte für den besten Wert auf dem Sendeplatz in der Zielgruppe der 12- bis 29-Jährigen seit 2007.
| Folge     | Erstausstrahlung   | Quote Zielgruppe          | Quote gesamt                          |
| Castings: |                    |                           |                                       |
| Folge 1   | Fr, 9. Sept. 2011  | 42 % (12- bis 29-Jährige) | 672.000 Zuschauer; 28 % Marktanteil   |
| Folge 2   | Fr, 16. Sept. 2011 | 33 % (12- bis 49-Jährige) | 574.000 Zuschauer; 24 % Marktanteil   |
| Folge 3   | Fr, 23. Sept. 2011 | 39 % (12- bis 49-Jährige) | 683.000 Zuschauer; 28 % Marktanteil   |
| Folge 4   | Fr, 30. Sept. 2011 | 30 % (12- bis 49-Jährige) | 478.000 Zuschauer; 20 % Marktanteil   |
| Folge 5   | Fr, 7. Okt. 2011   | 37 % (12- bis 49-Jährige) | 702.000 Zuschauer; 27 % Marktanteil   |
| Folge 6   | Fr, 14. Okt. 2011  | 42 % (12- bis 49-Jährige) | 751.000 Zuschauer; 30 % Marktanteil   |
| Folge 7   | Fr, 21. Okt. 2011  | 48 % (12- bis 49-Jährige) | 792.000 Zuschauer; 31 % Marktanteil   |
| Folge 8   | Fr, 28. Okt. 2011  |                           | 689.000 Zuschauer; 27,0 % Marktanteil |
| Folge 9   | Fr, 4. Nov. 2011   | 37 % (12- bis 49-Jährige) | 738.000 Zuschauer; 28 % Marktanteil   |
| Folge 10  | Fr, 11. Nov. 2011  | 53 % (12- bis 49-Jährige) | 946.000 Zuschauer; 36,0 % Marktanteil |